# Estafeta Carga Aérea
Estafeta Carga Aérea SA de CV é uma companhia aérea de carga com sede na Cidade do México, México. Sua base principal é o Aeroporto Internacional Ponciano Arriaga.

## História

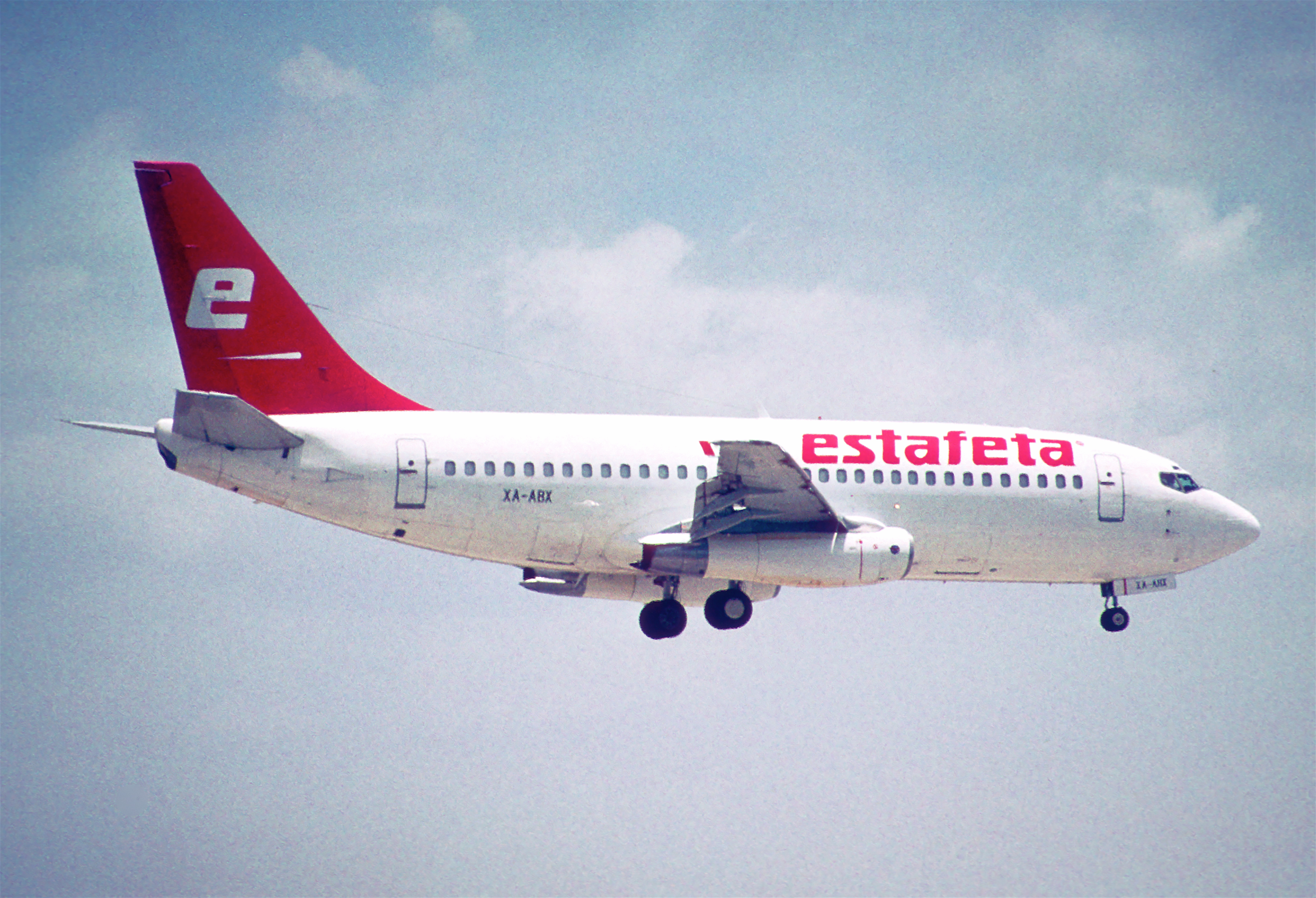
Um Boeing 737-210C da Estafeta Carga Aérea em 2011

A companhia aérea foi fundada em 9 de fevereiro de 2000 e iniciou suas operações em 2 de novembro de 2000. Começou com os serviços de carga domésticos e acrescentou os serviços internacionais em janeiro de 2002.

## Frota

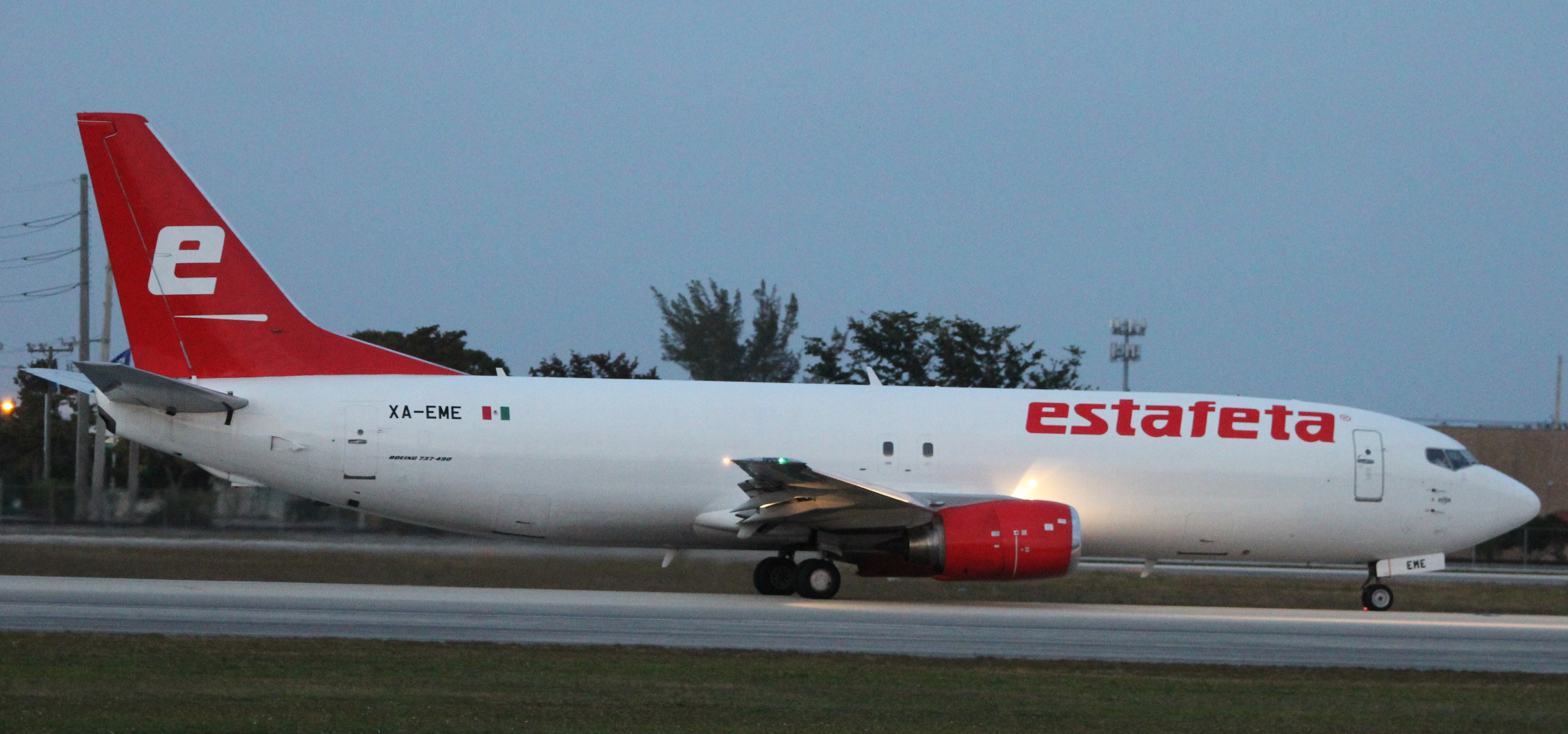
Um Boeing 737-400F da Estafeta Carga Aérea

A frota da Estafeta Carga Aérea consiste nas seguintes aeronaves (Novembro de 2021):
| Aeronaves       | Em Serviço | Ordens | Notas |
| --------------- | ---------- | ------ | ----- |
| Boeing 737-300F | 2          | –      |       |
| Boeing 737-400F | 4          | –      |       |
| Boeing 747-400F | –          | 1      |       |
| Total           | 6          | 1      |       |